# Leg-hemoglobina
A leg-hemoglobina (ou legHb) é uma hemoproteína fixadora de oxigênio ou nitrogênio e está presente nas Fabáceas. É dotada de estrutura e função muito semelhantes  às das mioglobinas e da hemoglobina.
As leg-hemoglobinas (legHb) são sintetizadas nas nodosidades da raiz das plantas leguminosas (onde pode representar 40 % das proteínas presentes) durante a fixação de nitrogênio molecular N2 por simbiose bacteriana. A parte globina é sintetizada pela planta hospedeira (essencialmente as leguminosas) e o hemo é produzido pela bactéria. Essa proteína permite proteger um complexo enzimático  (nitrogenase/hidrogenase) dos efeitos do dioxigênio que o desativa. De cor vermelha, a leg-hemoglobina confere às nodosidades uma cor rosada característica.